# Rạch Dừa
Rạch Dừa is een phường in de stad Vũng Tàu, in de Vietnamese provincie Bà Rịa-Vũng Tàu.